# 白波瀬傑
白波瀬 傑（しらはせ すぐる）は、日本の実業家、芸能プロモーター。芸能事務所・ジャニーズ事務所（現・SMILE-UP.）元取締役副社長。長らく同社のテレビや雑誌など各マスメディアに対する宣伝業務を担当してきた。2023年9月の時点で70代半ばとする報道もあり、1940年代後半の生まれと推測される。

## 経歴
株式会社渡辺プロダクションに所属していた1975年、当時同社と業務提携関係にあったジャニーズ事務所のメリー喜多川より声がかかり、ジャニーズ事務所に入社した。1982年頃、同社は宣伝部を創設して白波瀬が宣伝を担当するようになり、テレビやスポーツ紙・雑誌などジャニーズのタレントを扱う各種媒体の窓口となった。1996年にジャニーズ事務所の取締役に就任。その後、専務に昇格し2019年に取締役副社長に選任されていた。
2023年9月5日、白波瀬は同社の副社長をジャニー喜多川性加害問題の責任を取って辞任した。なお副社長辞任後も、引き継ぎなどの業務のため嘱託社員として同年10月15日まで同社で勤務した。同社は、以後も喜多川による性加害問題の補償のための在籍確認などで、引き続き白波瀬の協力を得るとした。

## 人物
- 関係者には「しーさん」と呼ばれている[3][8]。
- ジャニーズ事務所所属のタレントの起用や扱いを巡り、スキャンダルの揉み消しなどの交渉を行い、メディアに圧力をかけていたとされる[9][10]。